# Susanna Woodtli
Susanna Woodtli-Löffler (* 28. März 1920 in Basel; † 3. Februar 2019 in Zollikon) war eine Schweizer Germanistin, Historikerin und Feministin.

## Leben
Susanna Woodtli wuchs in einer Akademikerfamilie als einzige Tochter mit zwei Brüdern auf. Ihr ältester Bruder war Hans Löffler (1916–1997), Mediziner und Mikrobiologe, der jüngere Bruder Peter Löffler war Theaterregisseur und Theaterleiter. Ihr Vater Wilhelm Löffler war Medizinprofessor in Zürich. Die Mutter Anna Ida Löffler-Herzog (1884–1942), Sekundarlehrerin, gründete 1916 zusammen mit Freundinnen den Basler Frauenstimmrechtsverein. Susanna Woodtlis Tante Martha Herzog betrieb als eine der ersten Ärztinnen Basels eine Praxis. Eine Ururgrosstante väterlicherseits war Meta von Salis, erste Schweizer Historikerin und Schriftstellerin.
Sie nahm 1938 ein Studium in Germanistik und Geschichte an der Universität Zürich auf, das sie nach zehn Semestern 1943 abschloss. 1944 wurde sie bei Emil Ermatinger promoviert, ihre Doktorarbeit verfasste sie über die Gedichte von Johann Peter Hebel. Von 1946 bis 1948 arbeitete sie als Redaktorin am Schweizer Lexikon in 7 Bänden. Sie war auch publizistisch tätig, schrieb für die Neue Zürcher Zeitung sowie für die Zeitschriften Reformatio und Schritte ins Offene. Daneben übernahm Susanna Woodtli auch Vertretungen als Lehrerin an verschiedenen Mittelschulen.
1944 heiratete sie den Mittelschullehrer und späteren Professor für Didaktik Otto Woodtli (1916–2007), mit dem sie drei Kinder hatte. 1970 wurde Susanna Woodtli Präsidentin der Arbeitsgemeinschaft der Schweizerischen Frauenverbände für die politischen Rechte der Frau
und wirkte beim Kampf ums Frauenstimmrecht mit. 1975 kandidierte sie mit 55 Jahren erfolglos für den Nationalrat auf einer unabhängigen Frauenliste, musste aus gesundheitlichen Gründen jedoch von weiteren politischen Ambitionen absehen.
Susanna Woodtli lebte in Zollikon bei Zürich.

## Werk
1968 begann Susanna Woodtli mit den Vorarbeiten für ihr Buchprojekt über die Geschichte des Kampfes der Schweizer Frauen für ihre Rechte, das 1975, im «Jahr der Frau», erschien: Gleichberechtigung – der Kampf um die politischen Rechte der Frau in der Schweiz. Darin unternahm die Autorin den Versuch, den hundertjährigen Kampf um die politische Partizipation der Frauen anhand von Quellen darzustellen. 1977 erschien Gleichberechtigung auch in einer französischen Übersetzung und begünstigte den Kampf der Frauen in der französischsprachigen Schweiz um die Erlangung ihrer Rechte.
Susanna Woodtli wirkte 1975 auch am Ausstellungskatalog der Schweizer Ausstellung zum Jahr der Frau mit. Bis 1985 arbeitete sie in der evangelisch-protestantischen Zeitschrift Reformatio als Verantwortliche für Literatur und Gesellschaftsfragen als Redaktorin mit. Sie äusserte sich besonders über das Schaffen weiblicher Autoren (Helene von Mülinen, Ingeborg Bachmann), aber auch über die Lyrik von Albin Zollinger und Elias Canetti. Zuletzt verfasste sie das Vorwort zur Biographie von Yvonne-Denise Köchli über die Schweizer Feministin Iris von Roten.

## Rezeption
Man attestierte Susanna Woodtli nach dem Erscheinen ihres Buches Gleichberechtigung eine wissenschaftlich-fundierte Darstellung, «die bestens dokumentiert» sei; in derselben Buchbesprechung wurde in einem Atemzug auf das Buch von August Bebel Die Frau und der Sozialismus verwiesen. Vereinzelt lastete man ihr eine mangelnde Vollständigkeit der Nennung derjenigen Personen an, die sich im Kampf um die Rechte der Frauen in der Schweiz ebenfalls Verdienste erworben hätten. So fehle der Name von Emma Graf oder derjenige von Giuseppe Motta, einem der wenigen Schweizer Bundesräte, die sich für das Frauenstimmrecht starkgemacht hätten. Andere vermissten Visionen der Autorin für die Zeit nach der Erkämpfung des Frauenstimm- und -wahlrechts oder Hinweise über die aktuellen Zielsetzungen der zeitgenössischen Frauenverbände.
In Yvonne-Denise Köchlis Augen hatte Woodtli «als erste und lange Zeit einzige Historikerin der Nachkriegszeit damit den Versuch gewagt, die Geschichte der Frauenbewegung zusammenhängend darzustellen». Auch der Historiker Daniel Furter schreibt 2003 in seiner Lizentiatsarbeit, dass ihr Buch, ebenso wie das von Lotti Ruckstuhl (Frauen sprengen Fesseln), «interessante Aspekte» abdecke, es sei «jedoch in Bezug auf die Gegnerinnen sehr lückenhaft und womöglich nicht immer objektiv».
Susanna Woodtlis Haltung in der Frauenbewegung war bürgerlich geprägt. Sie stand den Protagonistinnen der Neuen Frauenbewegung, die der Neuen Linke nahestand, und den Forderungen dieser Bewegung (z. B. Liberalisierung des Schwangerschaftsabbruchs) zurückhaltend gegenüber. Woodtlis Anspruch bestand in erster Linie darin, sichtbar zu machen, dass «frauenbewusste» Frauen in der Schweiz schon seit vielen Jahrzehnten ihre Stimme erhoben hatten, ohne jedoch von der Öffentlichkeit gehört worden zu sein.
Zu ihrem 80. Geburtstag widmeten ihr ihre Freundinnen Gabi Einsele und Verena E. Müller eine Festschrift.

## Werke
- Susi Löffler: Johann Peter Hebel: Wesen und Wurzeln seiner dichterischen Welt (= Wege zur Dichtung. Bd. 44). Huber, Frauenfeld 1944 (Dissertation, Universität Zürich, 1944).
- Susanna Woodtli: Gleichberechtigung. Der Kampf um die politischen Rechte der Frau in der Schweiz. Huber, Frauenfeld 1975 (Inhaltsverzeichnis; PDF; 93 kB); 2., ergänzte Auflage 1983 (Inhaltsverzeichnis; PDF; 94 kB).